# Cambarus speleocoopi
Cambarus speleocoopi е вид десетоного от семейство Cambaridae. Видът е застрашен от изчезване.

## Разпространение и местообитание
Разпространен е в САЩ (Алабама).
Обитава сладководни басейни, реки и потоци.

## Описание
Популацията на вида е намаляваща.